# Hana Moll
Pour les articles homonymes, voir Moll.
Hana Moll (née le 21 janvier 2005) est une athlète américaine, spécialiste du saut à la perche.

## Biographie
Sa sœur jumelle, Amanda Moll, est également perchiste de haut niveau.
Hana Moll remporte les championnats du monde juniors 2022, à Cali en Colombie, en franchissant une barre à 4,35 m.
Elle se classe 3e des Championnats des États-Unis d'athlétisme 2023 en portant son record à 4,61 m, obtenant son billet pour les championnats du monde. À Budapest, elle améliore sa meilleure performance lors les qualifications en réalisant 4,65 m.

## Palmarès
| Date | Compétition                   | Lieu     | Résultat | Marque |
| ---- | ----------------------------- | -------- | -------- | ------ |
| 2022 | Championnats du monde juniors | Cali     | 1re      | 4,35 m |
| 2023 | Championnats du monde         | Budapest |          |        |

## Records
| Épreuve          | Épreuve   | Marque | Lieu     | Date            |
| ---------------- | --------- | ------ | -------- | --------------- |
| Saut à la perche | Plein air | 4,65 m | Budapest | 21 août 2023    |
| Saut à la perche | En salle  | 4,54 m | Seattle  | 28 janvier 2023 |